# Col des Très Vents
Le col des Très Vents, parfois col des Treize Vents, est situé à 575 mètres d'altitude dans les Hauts cantons de l'Hérault à l'est du massif du Caroux-Espinouse.

## Toponymie
L'origine du nom Très (et improprement traduit en français par « treize ») vient de l'occitan tres signifiant « trois »,,, car cet endroit est soumis aux trois principaux vents de la région : la tramontane, le marin et le cers.

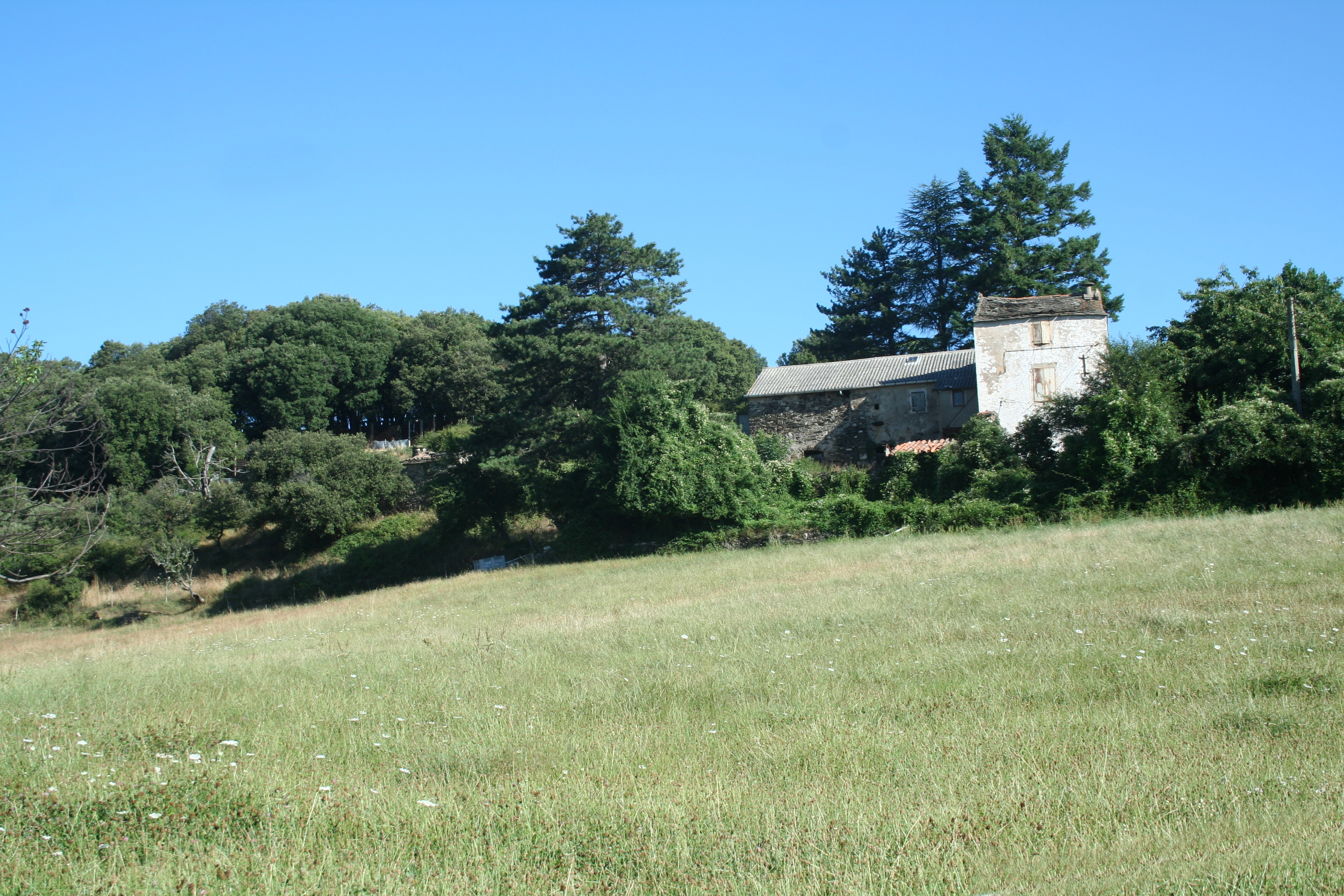
Mas de Soulié, près du col.

## Géographie
Le col se trouve à la limite des communes de Rosis et de Saint-Gervais-sur-Mare, et près de Taussac-la-Billière. La route départementale 13 le franchit à une altitude de 575 mètres.

## Cyclisme
Le col des Très Vents a été franchi à trois reprises par le Tour de France. En 1953, lors de la 13e étape où il est classé en 2e catégorie, c'est le Néo-Français Joseph Mirando qui passe en tête. Il a ensuite été classé en 3e catégorie, en 1972 lors de la 10e étape (Lucien Van Impe en tête), puis en 2013 lors de la 7e étape, avec un passage en tête du Français Blel Kadri.